# Emilio Altieri, II principe di Oriolo
Emilio Bonaventura Altieri, II principe di Oriolo (Roma, 15 luglio 1670 – Roma, 7 agosto 1721), è stato un principe italiano.

## Biografia
Emilio nacque a Roma nel 1670, figlio di Gaspare Altieri, I principe di Oriolo, e di sua moglie Laura Caterina Altieri. Sua madre era nipote di papa Clemente X salito al soglio pontificio proprio nell'anno della nascita di Emilio ed assegnato a tal nome proprio in onore del pontefice che fu anche suo padrino di battesimo.
Intenzionato a radicarsi saldamente nelle file dell'aristocrazia romana, suo padre Gaspare lo avviò al proficuo matrimonio con Costanza Chigi, proveniente da una delle più influenti famiglie della Roma papalina dell'epoca.
Alla morte di suo padre nel 1720 ne ottenne i titoli ed i possedimenti, ma morì appena un anno dopo, a Roma, il 7 agosto 1721. Avendo avuto due sole figlie femmine dal suo matrimonio, i titoli e la successione ai beni paterni passarono a suo fratello minore Girolamo Antonio.

## Matrimonio e figli
Emilio sposò a Roma il 17 aprile 1694 Costanza (1672 - 1751), figlia di Agostino Chigi, I principe di Campagnano, e di sua moglie, la principessa Maria Virginia Borghese. Da questo matrimonio nacquero due figlie:
- Maria Vittoria (23 febbraio 1699 - 12 gennaio 1778[3]), sposò nel 1713 Niccolò Maria Rospigliosi Pallavicini (1677 - 1759), principe di Gallicano
- Maria Virginia (14 aprile 1705 - di parto, 25 agosto 1742[4]), sposò in prime nozze nel 1720 (nozze poi annullate) Alessandro Ruspoli, II principe di Cerveteri ed in seconde nozze il 6 luglio 1732 Filippo Lante Montefeltro della Rovere, IV duca di Bomarzo

## Albero genealogico
|                                                          |                |                                                | Genitori                                                |  |  | Nonni |  |  | Bisnonni                                 |  |  | Trisnonni                                   |  |
|                                                          |                |                                                |                                                         |  |  |       |  |  | Antonio Albertoni, II marchese di Rasina |  |  | Baldassarre Albertoni, I marchese di Rasina |  |
|                                                          |                |                                                |                                                         |  |  |       |  |  | Antonio Albertoni, II marchese di Rasina |  |  | Baldassarre Albertoni, I marchese di Rasina |  |
|                                                          |                | Clarice Bonfilioli                             |                                                         |  |  |       |  |  | Antonio Albertoni, II marchese di Rasina |  |  |                                             |  |
| Angelo Paluzzi Albertoni Altieri, III marchese di Rasina |                |                                                |                                                         |  |  |       |  |  | Antonio Albertoni, II marchese di Rasina |  |  |                                             |  |
|                                                          |                | Laura di Carpegna                              | Orazio II di Carpegna, conte di Carpegna e di Scavolino |  |  |       |  |  |                                          |  |  |                                             |  |
|                                                          |                | Laura di Carpegna                              | Orazio II di Carpegna, conte di Carpegna e di Scavolino |  |  |       |  |  |                                          |  |  |                                             |  |
|                                                          |                | Laura di Carpegna                              | Laura Passionei                                         |  |  |       |  |  |                                          |  |  |                                             |  |
| Gaspare Altieri, I principe di Oriolo                    |                | Laura di Carpegna                              |                                                         |  |  |       |  |  |                                          |  |  |                                             |  |
|                                                          |                | …                                              | …                                                       |  |  |       |  |  |                                          |  |  |                                             |  |
|                                                          |                | …                                              | …                                                       |  |  |       |  |  |                                          |  |  |                                             |  |
|                                                          |                | …                                              | …                                                       |  |  |       |  |  |                                          |  |  |                                             |  |
| Vittoria Parabiacca                                      |                | …                                              |                                                         |  |  |       |  |  |                                          |  |  |                                             |  |
|                                                          |                | …                                              | …                                                       |  |  |       |  |  |                                          |  |  |                                             |  |
|                                                          |                | …                                              | …                                                       |  |  |       |  |  |                                          |  |  |                                             |  |
|                                                          |                | …                                              | …                                                       |  |  |       |  |  |                                          |  |  |                                             |  |
| Emilio Altieri, II principe di Oriolo                    |                | …                                              |                                                         |  |  |       |  |  |                                          |  |  |                                             |  |
|                                                          | Orazio Altieri | Girolamo Altieri                               |                                                         |  |  |       |  |  |                                          |  |  |                                             |  |
|                                                          | Orazio Altieri | Girolamo Altieri                               |                                                         |  |  |       |  |  |                                          |  |  |                                             |  |
|                                                          | Orazio Altieri | Ersilia Capranica                              |                                                         |  |  |       |  |  |                                          |  |  |                                             |  |
| Antonio Maria Altieri                                    | Orazio Altieri |                                                |                                                         |  |  |       |  |  |                                          |  |  |                                             |  |
|                                                          |                | Anne du Blioul                                 | Laurent du Blioul                                       |  |  |       |  |  |                                          |  |  |                                             |  |
|                                                          |                | Anne du Blioul                                 | Laurent du Blioul                                       |  |  |       |  |  |                                          |  |  |                                             |  |
|                                                          |                | Anne du Blioul                                 | …                                                       |  |  |       |  |  |                                          |  |  |                                             |  |
| Laura Caterina Altieri                                   |                | Anne du Blioul                                 |                                                         |  |  |       |  |  |                                          |  |  |                                             |  |
|                                                          |                | Francesco Maria di Carpegna, conte di Carpegna | Orazio II di Carpegna, conte di Carpegna e Scavolino    |  |  |       |  |  |                                          |  |  |                                             |  |
|                                                          |                | Francesco Maria di Carpegna, conte di Carpegna | Orazio II di Carpegna, conte di Carpegna e Scavolino    |  |  |       |  |  |                                          |  |  |                                             |  |
|                                                          |                | Francesco Maria di Carpegna, conte di Carpegna | Camilla Passionei                                       |  |  |       |  |  |                                          |  |  |                                             |  |
| Maria Virginia di Carpegna                               |                | Francesco Maria di Carpegna, conte di Carpegna |                                                         |  |  |       |  |  |                                          |  |  |                                             |  |
|                                                          |                | Marzia Spada di Collescipoli                   | …                                                       |  |  |       |  |  |                                          |  |  |                                             |  |
|                                                          |                | Marzia Spada di Collescipoli                   | …                                                       |  |  |       |  |  |                                          |  |  |                                             |  |
|                                                          |                | Marzia Spada di Collescipoli                   | …                                                       |  |  |       |  |  |                                          |  |  |                                             |  |
|                                                          |                | Marzia Spada di Collescipoli                   |                                                         |  |  |       |  |  |                                          |  |  |                                             |  |